# Carlsberg
 (транскр.  Карлсберг) данска је пивара се седиштем у Копенхагену. Основају ју је Јакоб Кристијан Јакобсен, док је након његове смрти прешла у власништво Фондације Карлсберг. Име је добила по Јакобсеновом сину, Карлу. Тренутно је шеста пивара на свету по приходу.